# Neillia rubiflora
Neillia rubiflora är en rosväxtart som beskrevs av David Don. Neillia rubiflora ingår i släktet klockspireor, och familjen rosväxter. Inga underarter finns listade i Catalogue of Life.